# Mitsubishi ASX

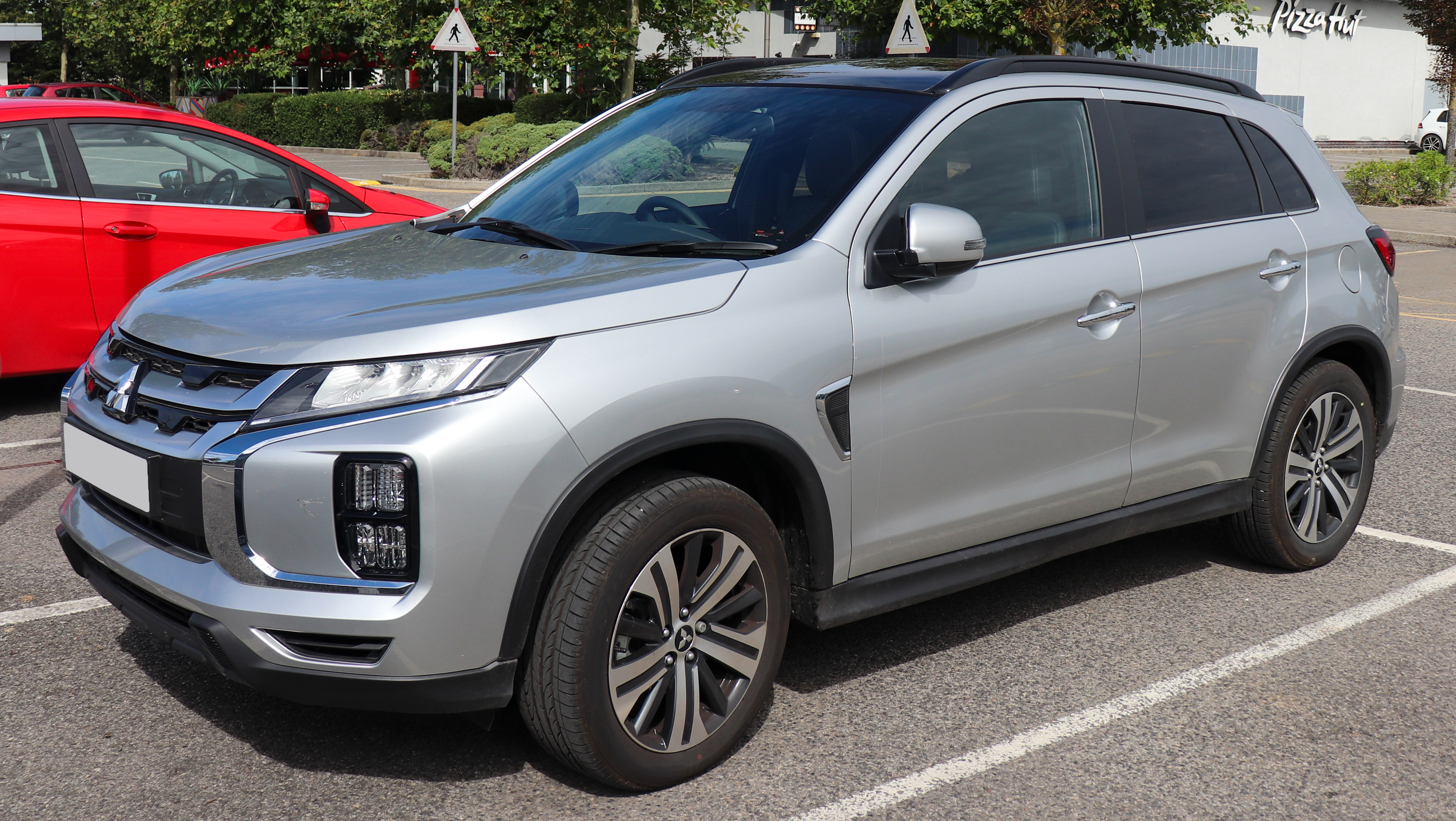
Mitsubishi ASX

Mitsubishi ASX är en mindre crossovermodell som presenterades 2010. Den har funnits länge innan 2010. Det är bara den senaste modellen som kom då. I Japan heter modellen Mitsubishi RVR och i USA Mitsubishi Outlander Sport. Äldre modeller av Mitsubishi RVR har tidigare sålts i Europa som Mitsubishi Space Runner.
ASX finns i Europa med en 1,6 liters bensinmotor på 117 hk, en 1,8 liters dieselmotor på 116 hk eller en 2,2 liters dieselmotor på 150 hk. Den går att få med framhjulsdrift eller fyrhjulsdrift.
Modellen är baserad på samma bottenplatta som Peugeot 4008 och Citroen c4 aircross.